# Взрывы на Бостонском марафоне
Взрывы на Бостонском марафоне — террористический акт, произошедший 15 апреля 2013 года на финише Бостонского марафона, в его зрительской зоне. С интервалом в 12 секунд произошло два взрыва, в результате которых погибли три человека и пострадали более 280 человек.

## Террористический акт

### Марафон
Последний участок Бостонского марафона проходил по Бойлстон стрит. Финишная черта была расположена напротив Бостонской общественной библиотеки. Проезжая часть улицы была выделена участникам марафона, а пешеходная часть предназначалась для зрителей и была отделена металлическими ограждениями. На одной стороне улицы около финишной черты были смонтированы трибуны. За финишной чертой была зона только для участников марафона и специальная зона для членов их семей. Неподалёку дежурили отряды экстренной медицинской помощи EMS и полиции. Около финишной черты было большое скопление журналистов, освещавших марафон.

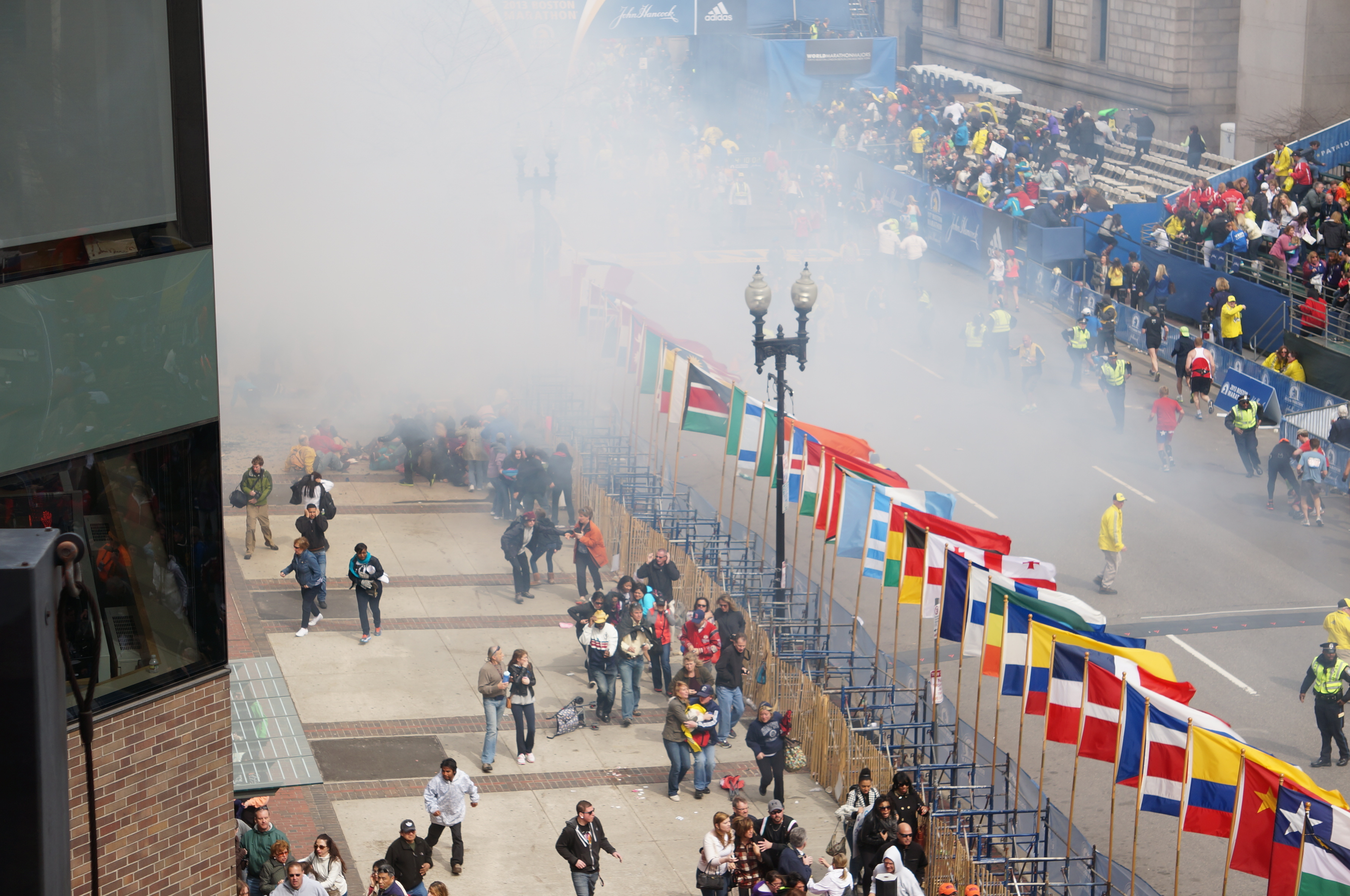
На месте происшествия в первую минуту после взрыва (14:50:15 согласно EXIF)

### Взрывы

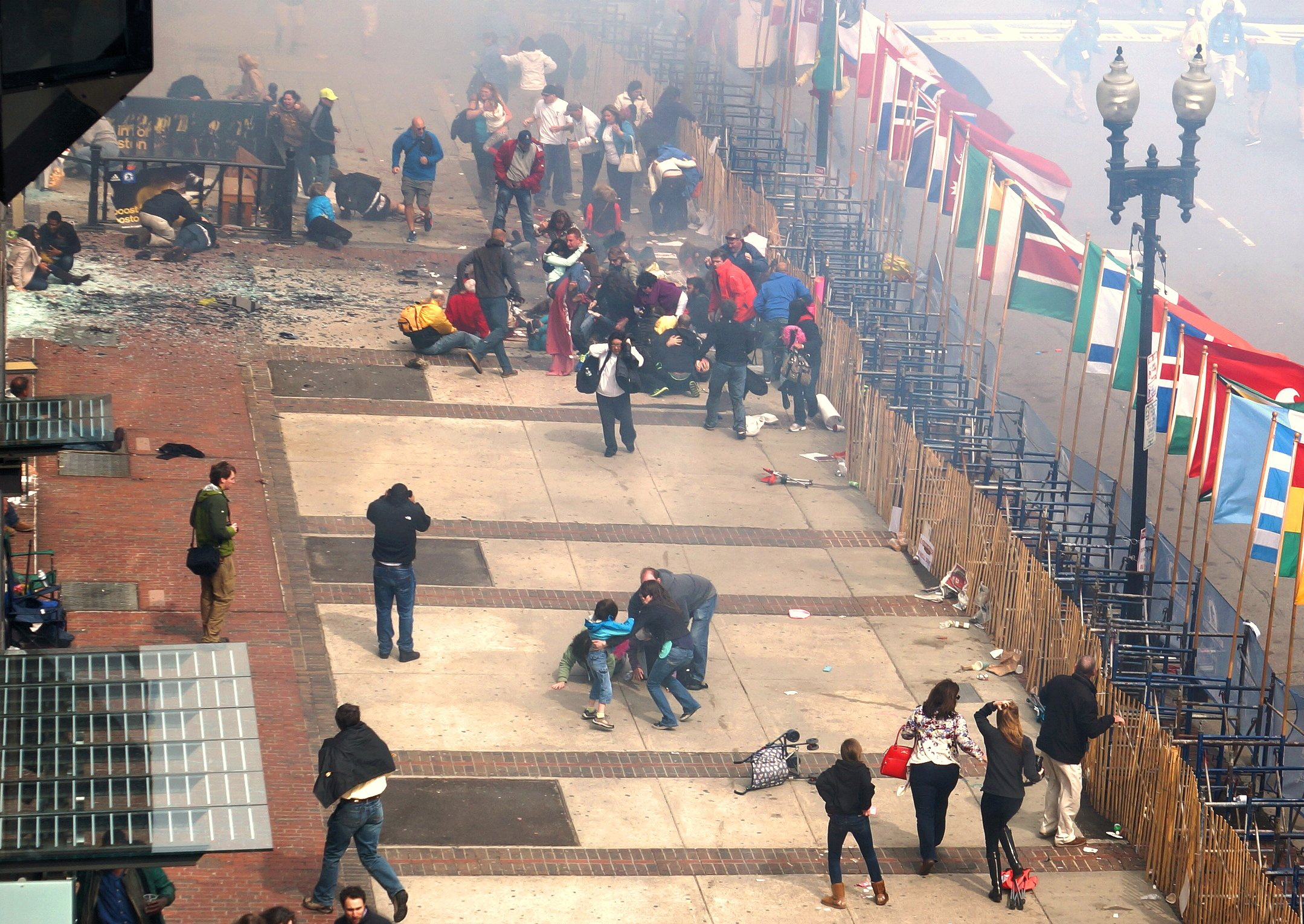
Чуть позже (14:50:55 EDT)

Террористическая атака заключалась в подрыве двух бомб-скороварок, расположенных недалеко от финиша Бостонского марафона. Первый взрыв произошёл в 14:49:44 EDT в зрительской зоне недалеко от финишной черты. На табло марафона было время 4:09:43 (4 часа 9 минут и 43 секунды с момента старта третьей группы бегунов). Хотя к этому времени бо́льшая часть бегунов уже финишировала, на дистанции оставалось 5700 человек. Через 12 секунд в зрительской зоне на расстоянии около 170 метров от места первого произошёл второй взрыв.
Дежурившие на месте события силы полиции немедленно приступили к эвакуации зрителей и участников марафона, а медики и добровольцы начали помогать пострадавшим. От взрывов погибло три человека и пострадало более 280 человек, у некоторых из пострадавших взрывом оторвало конечности. От взрывов пострадали расположенные рядом здания — в них были выбиты стёкла. По сообщениям полиции и врачей, бомбы были начинены шариками от шарикоподшипников и гвоздями.

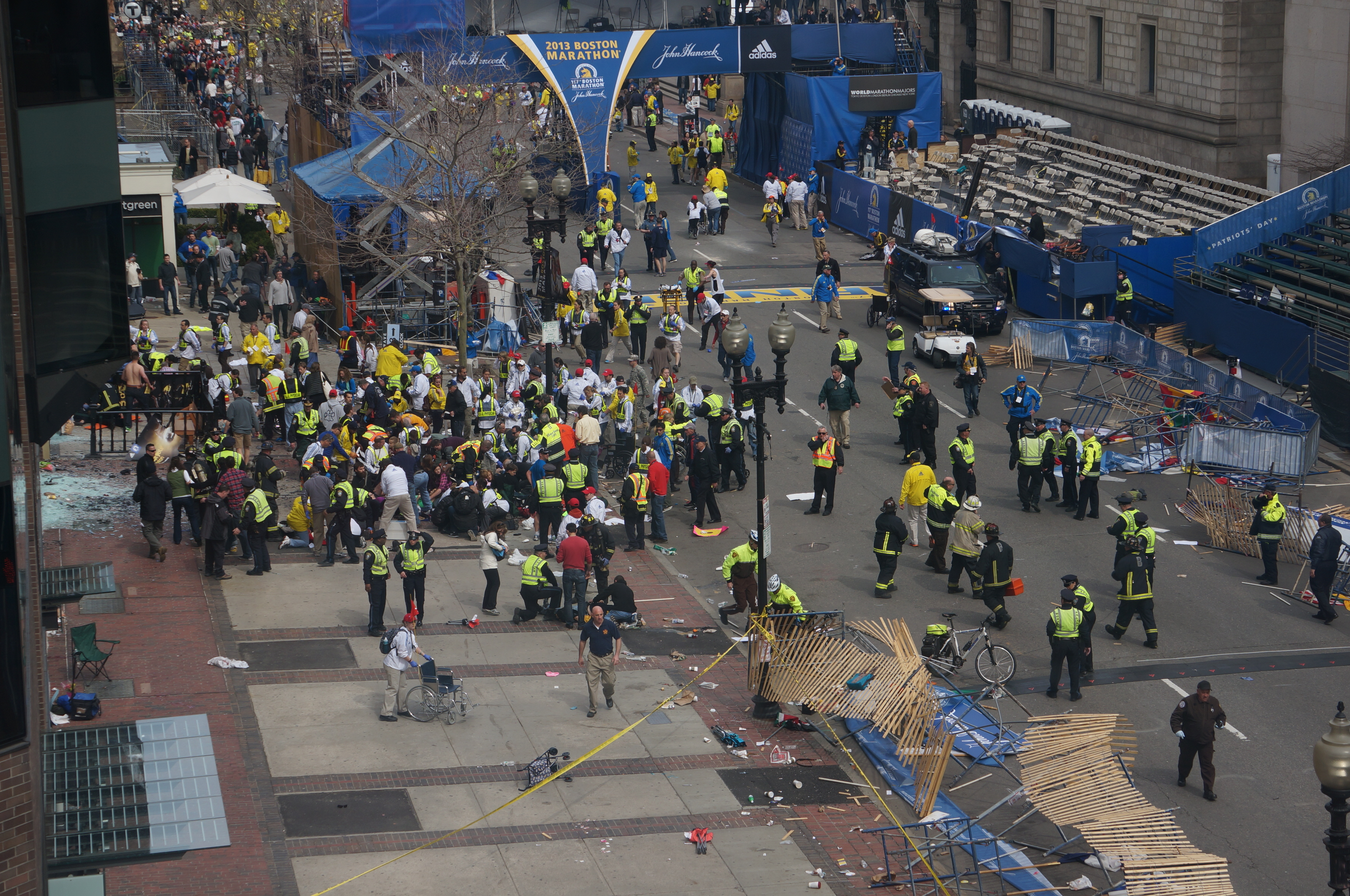
Через 5 минут после теракта

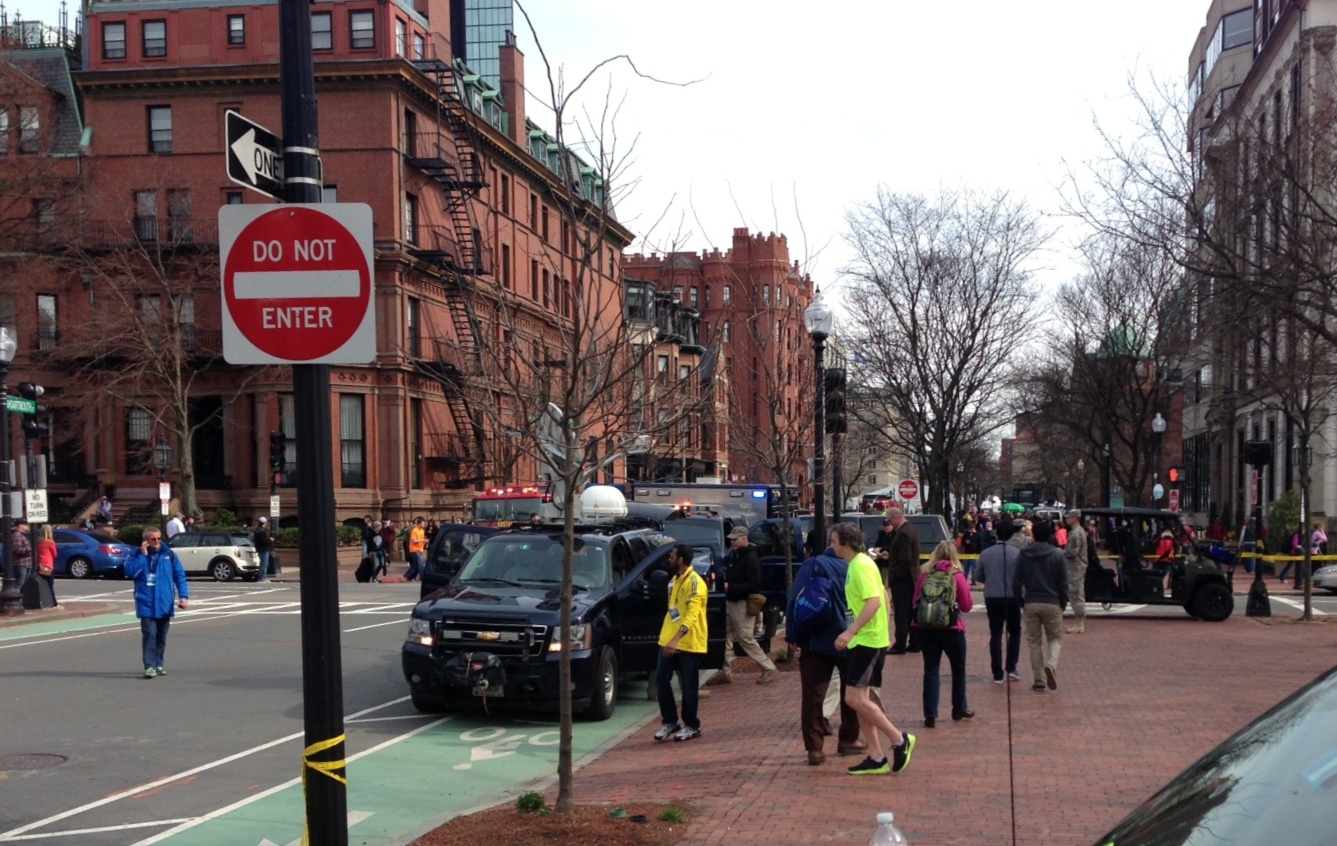
Отряд службы по борьбе с биологической угрозой неподалёку от места взрыва

### Ответственность
Сразу после взрыва никто не взял на себя ответственность за совершённый теракт.
Однако главными подозреваемыми, по заявлению американских спецслужб, стали братья Царнаевы, бывшие граждане Кыргызстана. Позднее во время операции полиции и спецслужб в Бостоне Тамерлан Царнаев погиб, а младший брат — Джохар — был задержан.
Весной 2015 года над Джохаром Царнаевым прошел суд. 8 апреля Царнаев был признан виновным по всем 30 пунктам обвинения. 24 июня он был приговорен к смертной казни. В 2020 года смертный приговор Царнаеву был отменен Апелляционным судом первого округа, а в 2022 году был восстановлен в Верховном суде.

## Пострадавшие
По сообщению Бостонской детской больницы, с места теракта были доставлены не менее восьми детей: двухлетний мальчик с тяжёлой травмой головы, девятилетняя девочка с серьёзным ранением ноги и ещё шестеро детей в возрасте до 15 лет. Возможно, среди пострадавших больше несовершеннолетних, но по разным причинам их доставили в другие больницы.
Погибли три человека, в том числе восьмилетний Мартин Ричард. Его мать и сестра получили ранения.
| Имя             | Возраст | Гражданство |
| --------------- | ------- | ----------- |
| Мартин Ричард   | 8 лет   | США         |
| Люй Линцзы      | 23 года | Китай       |
| Кристл Кэмпбелл | 29 лет  | США         |

## Ход событий после террористического акта
18 апреля ФБР опубликовало изображения подозреваемых в теракте. А также сообщило, что преступники убили одного полицейского в городе Уотертаун, штат Массачусетс, угнали внедорожник и вступили в перестрелку с полицией во время преследования. В итоге сотрудник полиции MBTA был очень тяжело ранен и госпитализирован. Тамерлан Царнаев был убит, а его брат, Джохар Царнаев, был ранен, но ему удалось скрыться. В результате была организована полицейская облава, в которой были задействованы тысячи полицейских для поиска по всей площади Уотертауна.
19 апреля власти города попросили жителей Уотертауна, а также его пригородов, включая сам Бостон, не выходить из дома и оставаться в своих домах. Также практически весь общественный транспорт, предприятия и государственные учреждения были временно закрыты, что привело к созданию безлюдной городской среды большого размера и продолжительности для осуществления более быстрой поимки сбежавшего от преследования преступника. Приблизительно в 7 часов вечера, вскоре после того, как был отменён приказ, чтобы люди оставались в своих домах, житель Уотертауна помог полиции обнаружить подозреваемого, который пытался спрятаться в лодке на заднем дворе дома свидетеля. Джохар Царнаев был арестован и доставлен в госпиталь.
Во время первого допроса в больнице Джохар Царнаев признался полицейским, что именно его брат был вдохновителем содеянного. Он рассказал, что их действия были мотивированы исламским экстремизмом и войнами США в Ираке и Афганистане, а также добавил, что они являются независимой и самостоятельной радикальной группой и не принадлежат к какой-либо другой террористической группировке. Но, в свою очередь, научились строить взрывные устройства с помощью онлайн журнала Inspire (ультрарадикального филиала Аль-Каиды в Йемене). Джохар уверял, что если бы им удалось уйти не пойманными, то они решили бы ехать в Нью-Йорк, чтобы взорвать Таймс-сквер.
Джохар Царнаев был обвинён ещё 22 апреля, когда находился в госпитале. Ему было инкриминировано применение оружия массового уничтожения и причинение имущественного ущерба, совершённое группой лиц по предварительному сговору, повлёкшие смерть нескольких людей.

## Расследование
ФБР и полиция Бостона немедленно приступили к расследованию теракта. По сообщениям СМИ полиция задержала одного подозреваемого, но позднее полиция опровергла эту информацию. В ночь на 16 апреля полиция провела обыск в одном из домов, на месте были изъяты три сумки и доставлены в лабораторию для обследования. ФБР внимательно изучало фото и видеоматериалы, снятые очевидцами событий.
По информации, приведённой хьюстонским сетевым изданием, бомбы, взорвавшиеся в Бостоне, были изготовлены из паровых скороварок и содержали куски металла, гвозди и металлические шарики. Медики извлекли из тел раненых большое количество мелких металлических предметов. Источник, близкий к расследованию, сказал при условии анонимности, что бомбы были сделаны из шестилитровых паровых кастрюль, помещены в большие рюкзаки и оставлены на месте взрыва. Сообщают также, что ФБР и полиция разыскивает человека с чёрной сумкой, говорившего по-английски с иностранным акцентом, которого видели в районе событий с большим рюкзаком.
Газета The Boston Globe сообщила, что найдено доказательство того, что взрывные устройства были приведены в действие с помощью часового механизма, а не дистанционного управления.
16 апреля СМИ со ссылкой на источник, близкий к расследованию, объявили об аресте подозреваемого в подготовке и осуществлении взрывов. Позднее в тот же день это объявление было опровергнуто со ссылкой на другой источник.

## Подозреваемые
Днём 18 апреля ФБР опубликовало снимки двух подозреваемых, сделанные во время марафона в Бостоне: одного в белой бейсболке козырьком назад, другого в чёрной бейсболке и солнечных очках.
Джеф Бауман, который потерял обе ноги при взрыве, как только пришёл в сознание после операции, написал записку: «сумка, видел этого парня, смотрел прямо на меня». Позже он дал ФБР подробное описание подозреваемого.
Вечером 18 апреля к сотруднику полиции Массачусетского технологического института в городе Кембридж (пригород Бостона) подошли два молодых человека, и один из них несколько раз выстрелил ему в голову. Полицейский, 26-летний Шон Коллиер, умер в машине «скорой помощи» не приходя в сознание. Нападавшие сели в его патрульный автомобиль, а затем захватили другую машину — внедорожник «Мерседес», причём водителю, которого на полчаса взяли в заложники, а потом отпустили (по другим данным, ему удалось бежать), они рассказали, что это именно они устроили взрыв на Бостонском марафоне. Сообщалось, что напавшие на полицейского отправились затем в ближайший продовольственный магазин сети 7-Eleven и совершили там вооружённое ограбление, однако эта информация оказалась неверной — это ограбление совершили не они.
Затем полиция вышла на след преступников, и началась погоня за ними. Преступники помчались в пригород Бостона Уотертаун, стреляя по пути в полицейских и бросая в них самодельные взрывные устройства. В результате тяжёлое огнестрельное ранение получил сотрудник транспортной полиции Бостона. Погоня завершилась в Уотертауне, где старший из преступников выбежал в сторону полицейских и стрелял, пока у него не закончились патроны, при этом в перестрелке полицейским удалось ранить его в руку. Свалившие на землю Тамерлана полицейские попытались надеть на него наручники, когда Джохар, находящийся в машине, рванул с места в их направлении, побуждая их отбежать. Полицейские разбежались, а Джохар Царнаев проехал по своему брату, проволок его по земле, зацепив днищем машины, причинив тем самым многочисленные переломы и тяжелые травмы внутренних органов. Затем Джохар Царнаев прорвал оцепление и скрылся. Несмотря на то, что сотрудники полиции экстренно доставили преступника в больницу, Тамерлан Царнаев умер не приходя в сознание на операционном столе в 1.35 по местному времени..
Было установлено, что старший из террористов — это 26-летний Тамерлан Царнаев, а скрывшийся — 19-летний Джохар Царнаев, его брат. Братья Царнаевы до 2002 года жили в Дагестане, в Махачкале, куда ранее переехали из Кыргызстана (из города Токмак). Будучи чеченцами по национальности, в США они прибыли в 2002 году как граждане Кыргызстана. В 2012 году Тамерлан Царнаев провёл полгода в России.
Департамент полиции Бостона поместил на своей странице в Твиттере изображение массачусетского номерного знака 116 GC7, принадлежащего зелёной «Хонде» седан 1999 года выпуска, на которой скрылся Джохар Царнаев. На сайте ФБР было выложено фото подозреваемого и просьба к населению сообщать по прилагаемому телефону любую релевантную информацию. Машина, которую искали полицейские, 19 апреля была обнаружена в районе Бостона, в ней никого не было. В связи с операцией по поимке Джохара были временно закрыты Массачусетский технологический институт и ряд других учебных заведений. В район, где мог скрываться предполагаемый террорист, была стянута полицейская бронетехника, машины полиции и «скорой помощи».
Вечером 19 апреля Джохар был задержан в Уотертауне. Комиссар бостонской полиции Эд Дэвис на пресс-конференции рассказал, как был задержан Джохар: «Подозреваемый попал в наше поле зрения после жестокого покушения на нашего офицера и ограбления, а точнее угона автомобиля на автозаправке, у нас есть запись камеры». Но, по словам Дэвиса, ему удалось скрыться. Позже поступил телефонный звонок, по которому по указанному адресу выехали трое полицейских Бостона вместе с военными и агентами ФБР. «Из дома вышел человек, где он находился весь день в связи с призывами оставаться дома, и сказал, что заметил кровь на своей моторной лодке во дворе».
Убежище Царнаева было обнаружено с помощью инфракрасной камеры FLIR на полицейском вертолете.
На призывы сдаться Джохар ответил стрельбой. Полицейские закидали лодку светошумовыми гранатами, и после недолгой перестрелки сотрудникам ФБР удалось проникнуть внутрь лодки и извлечь его из неё. Раненый Джохар Царнаев был захвачен и доставлен в больницу в тяжёлом состоянии. По словам врачей, у него два тяжёлых огнестрельных ранения, его состояние оценивали как критическое.
По словам президента РФ Владимира Путина, за несколько месяцев до совершённого террористического акта ФСБ России неоднократно направляло ФБР информацию о деятельности братьев Царнаевых. Однако на обращения российской стороны ответа не было. На последнее обращение России о сотрудничестве в сфере борьбы с терроризмом американская сторона ответила, что они «сами разберутся со своими гражданами» и отказалась от сотрудничества. ФСБ в марте 2011 года действительно направила ФБР и ЦРУ меморандум, в котором утверждалось, что Тамерлан Царнаев является приверженцем радикального ислама, который намеревается вступить в некую подпольную группировку, однако не указала, что к тому времени в её распоряжении уже была расшифровка телефонного разговора между Царнаевым и его матерью, в котором речь шла о джихаде. По словам американских чиновников, они посылали в ФСБ запрос о предоставлении дополнительной информации, однако ответа не получили. Тогда американская спецслужба своими силами организовала проверку семьи Царнаевых, однако не обнаружила ничего крамольного. Судя по всему, американские спецслужбы не были осведомлены о визите Тамерлана Царнаева в Дагестан в 2012 году. Не задерживали его и в самой России (хоть и отслеживали перемещения): по словам источника в российских спецслужбах, он не считался несущим серьезную угрозу. В самом Дагестане как чиновники, так и повстанцы также отрицали, что Царнаев был связан с дагестанским подпольем.

## Дополнительные фигуранты
1 мая 2013 года появилась информация, что были задержаны два студента из Казахстана — Диа́с Кадырба́ев и Азама́т Тажая́ков, знакомые Джохара Царнаева по колледжу. Им были предъявлены обвинения в сговоре с целью препятствия правосудию. Они обвиняются в том, что выбросили рюкзак и электронные устройства из комнаты Джохара Царнаева, после того как узнали, что того подозревают в осуществлении теракта. Кроме этого задержанные могли давать следствию ложные показания. Кроме того, был задержан гражданин США Робел Филлипос, которого обвинили в даче ложных показаний следователям. Суд присяжных по делу Кадырбаева, Тажаякова и Филлипоса начался 23 июня 2014 года. Азамат Тажаяков приговорён к 3 годам лишения свободы, утром 16 июня 2016 года он вернулся в Алматы. Диас Кадырбаев приговорен к 6 годам лишения свободы; он вернулся в Алматы 24 октября 2018 года.
22 мая был убит знакомый Тамерлана Царнаева, иммигрант из Чечни Ибрагим Тодашев. Первоначально сообщалось о том, что Тодашев устроил перестрелку с агентами ФБР, в ходе которой он был убит. Позднее в СМИ появились сообщения о том, что Тодашев пытался завладеть оружием одного из сотрудников ФБР, а также о том, что он использовал при нападении нож. Позже сразу два участника допроса заявили о том, что у Ибрагима Тодашева не было оружия, и что при нападении он перевернул стол и стул. Отец Тодашева заявил, что в его сына было выпущено семь выстрелов, один из которых был пущен в затылок. По данным полиции перед смертью Ибрагим Тодашев признался на допросе, что в сентябре 2011 года он участвовал в убийстве трёх человек в городе Уолтэме, штат Массачусетс вместе с Тамерланом Царнаевым.
В конце мая 2014 года предъявлено обвинение водителю такси Хайрулложону Матанову 23-х лет — жителю города Куинси, штат Массачусетс, выходцу из Кыргызстана. Следствием установлено, что Матанов ужинал с главными фигурантами дела Джохаром и Тамерланом Царнаевыми за день до теракта. По мнению следствия, Матанов скрыл свои дружеские отношения с Царнаевыми, пытался уничтожить, изменить и сфальсифицировать записи и документы свидетельствующие о связях с ними. Он обвинён в соучастии в теракте на марафоне в Бостоне 15 апреля 2013 года, в уничтожении улик и даче ложных показаний..

## Реакция на теракт
В связи с терактом во всех крупных городах США был повышен уровень террористической угрозы и приняты повышенные меры безопасности. На 30 минут был закрыт бостонский аэропорт в связи с запретом на полёт над территорией рядом с местом теракта. Многие люди выразили свои соболезнования в связи с терактом и предложили свою помощь пострадавшим.
19 апреля в Бостоне и его пригородах сосредоточились около 9 тысяч полицейских, власти штата Массачусетс объявили о введении режима чрезвычайной ситуации. Компания Google запустила специальный раздел Boston Marathon Explosions на сайте Google Person Finder для помощи и поиска пострадавших от теракта.

## Суд
Судебные слушания по делу начались в июле 2013 года. Джохар Царнаев не признал себя виновным ни по одному из 30 пунктов предъявленного обвинения.
По сообщению агентства Reuters, Генеральный прокурор США Эрик Холдер намерен потребовать от суда смертного приговора для Джохара Царнаева. «Если он будет признан виновным, — заявил генпрокурор — мы потребуем для него смертной казни».
5 января 2015 года начался суд над Джохаром Царнаевым. Адвокаты Царнаева в течение нескольких месяцев вели переговоры с обвинением о досудебной сделке. В частности, обсуждалась возможность признания Царнаевым своей вины в обмен на приговор к пожизненному заключению без права досрочного освобождения. Однако это означало бы отказ от требования смертной казни со стороны обвинения, и в конечном итоге Министерство юстиции США не согласилось на этот шаг.
7 января 2015 года начался отбор присяжных. В течение первых трех дней судебных заседаний в здание федерального суда прибыли 1200 кандидатов в присяжные, из которых были отобраны 12 основных и 6 запасных членов жюри. Подсудимый был ознакомлен с обвинительным заключением, которое ему зачитал судья Джордж О’Тул. Адвокаты Царнаева пытались представить своего подзащитного наивной жертвой манипуляций со стороны его старшего брата Тамерлана и добиться для него пожизненного срока заключения. Представители обвинения в свою очередь настаивали на том, что Царнаев-младший является религиозным фанатиком и хладнокровным убийцей, движимым ненавистью к США. Они были намерены добиваться для обвиняемого высшей меры наказания.
8 апреля 2015 года присяжные вынесли вердикт в отношении Джохара Царнаева. Этому предшествовали 17 дней свидетельских показаний и представления улик. Присяжным показывали фотографии и видеозаписи последствий взрывов. Выжившие в теракте выступали со своими свидетельствами. Среди них был отец самой молодой жертвы взрыва — восьмилетнего мальчика Мартина Ричарда, которого буквально разорвало на куски второй бомбой. Обвинение охарактеризовало Царнаева как хладнокровного убийцу, который замыслил вместе со своим братом Тамерланом убийство американских граждан в отместку за действия армии США в мусульманских странах. Прокурор Алок Чакраварти сказал: «Это был трезвый, тщательно спланированный теракт, всё было преднамеренно». Присяжные — семь женщин и пятеро мужчин совещались полтора дня, прежде чем вынести вердикт. Царнаева признали виновным по всем 30 пунктам обвинения, включая его участие в теракте. Он также признан виновным в расстреле и убийстве офицера полиции Шона Кольера через несколько дней после самого теракта, когда ФБР уже представили общественности фотографии его и брата в качестве подозреваемых в теракте. И хотя прокуроры не смогли сказать с уверенностью, кто из братьев нажал на курок, обоих признали «равным образом виновными» в смерти Кольера.
15 мая 2015 года федеральный судья огласил приговор: Джохар Царнаев был признан виновным по всем 30 пунктам обвинения и приговорён к смертной казни.
Согласно приговору, ему будет сделана смертельная инъекция.
Прокуратура округа Миддсекс намерена возбудить уголовное дело против приговоренного к смерти Джохара Царнаева. Ему инкриминируют убийство полицейского Шона Колье и ряд других преступлений, совершенных им после теракта 15 апреля 2013 года на финише Бостонского марафона. Для проведения следственных действий окружной прокурор Мэриан Райян намерен вернуть Царнаева из тюрьмы в Колорадо в окружную тюрьму штата Массачусетс. По мнению юристов, речь идет о прецедентном решении, поскольку до этого осужденные к смерти не являлись объектами дополнительного юридического преследования.
31 июля 2020 года апелляционный суд отменил смертный приговор Джохару Царнаеву. Дело передано в нижестоящую инстанцию для проведения нового процесса на стадии вынесения приговора.
В октябре 2020 года федеральное правительство затребовало дело для пересмотра в Верховном суде страны. 4 марта 2022 года Верховный суд оставил в силе смертный приговор Царнаеву

## Кинематограф
- Вокруг событий разворачивается события 1 серии 3 сезона американского телесериала «Служба новостей», вышедшей в эфир 9 ноября 2014 года.
- В 2016 был снят фильм «День патриота», освещающий события тех дней глазами офицера полиции Томми Сандерса (Марк Уолберг).
- 22 сентября 2017 года вышел фильм под названием «Сильнее», в котором рассказывается о взрывах на Бостонском марафоне 2013 года.

## Комментарии
1. ↑  Тамерла́н Анзо́рович Царна́ев и Джоха́р Анзо́рович Царна́ев. На чеченском языке: Царнаев Анзор-кӏант Тамерлан, Царнаев Анзор-кӏант ДжовхΙар.